# Giriyapura, Tarikere
Giriyapura là một làng thuộc tehsil Tarikere, huyện Chikmagalur, bang Karnataka, Ấn Độ.